# G-Cans

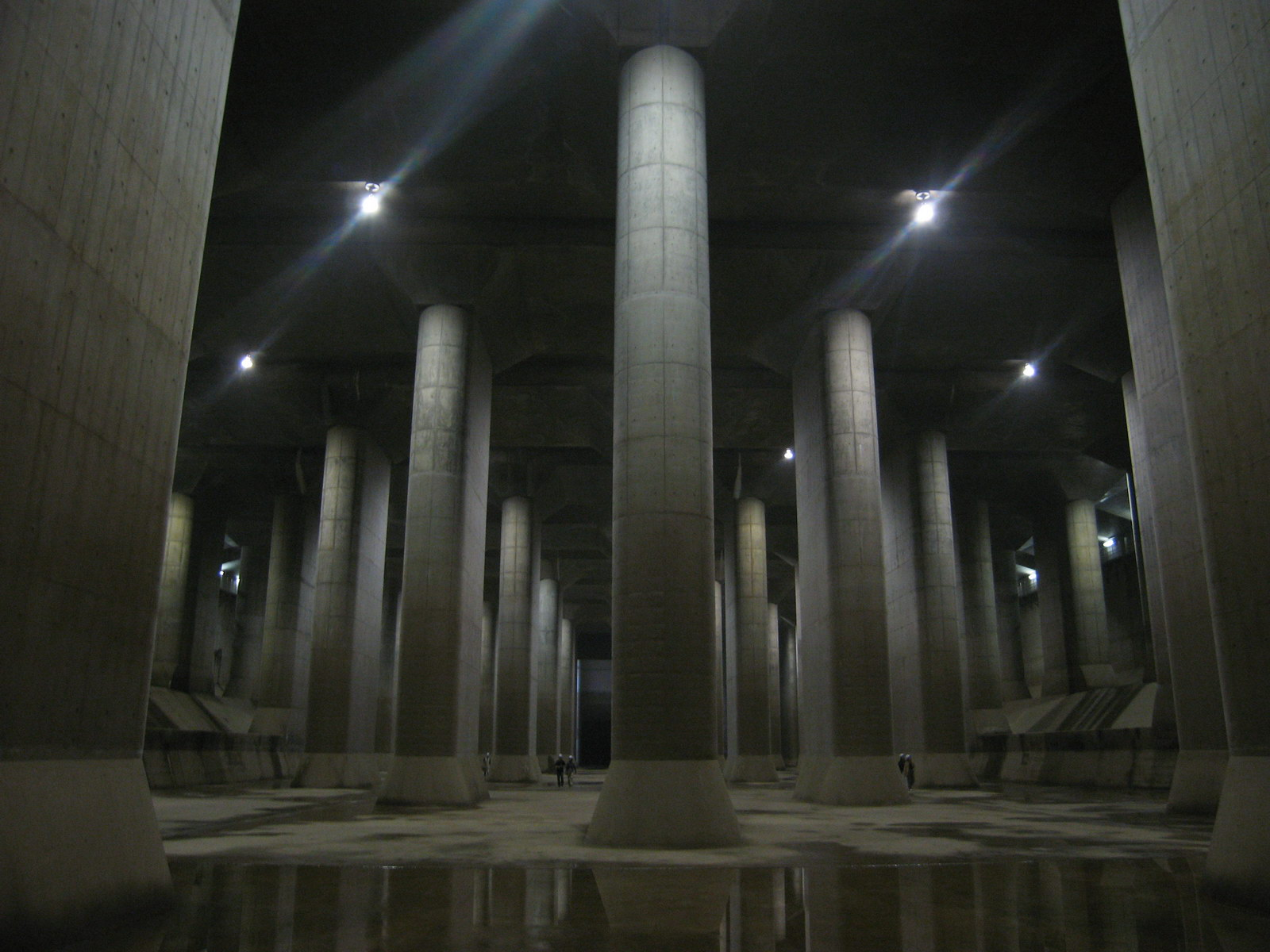
Veduta di G-Cans

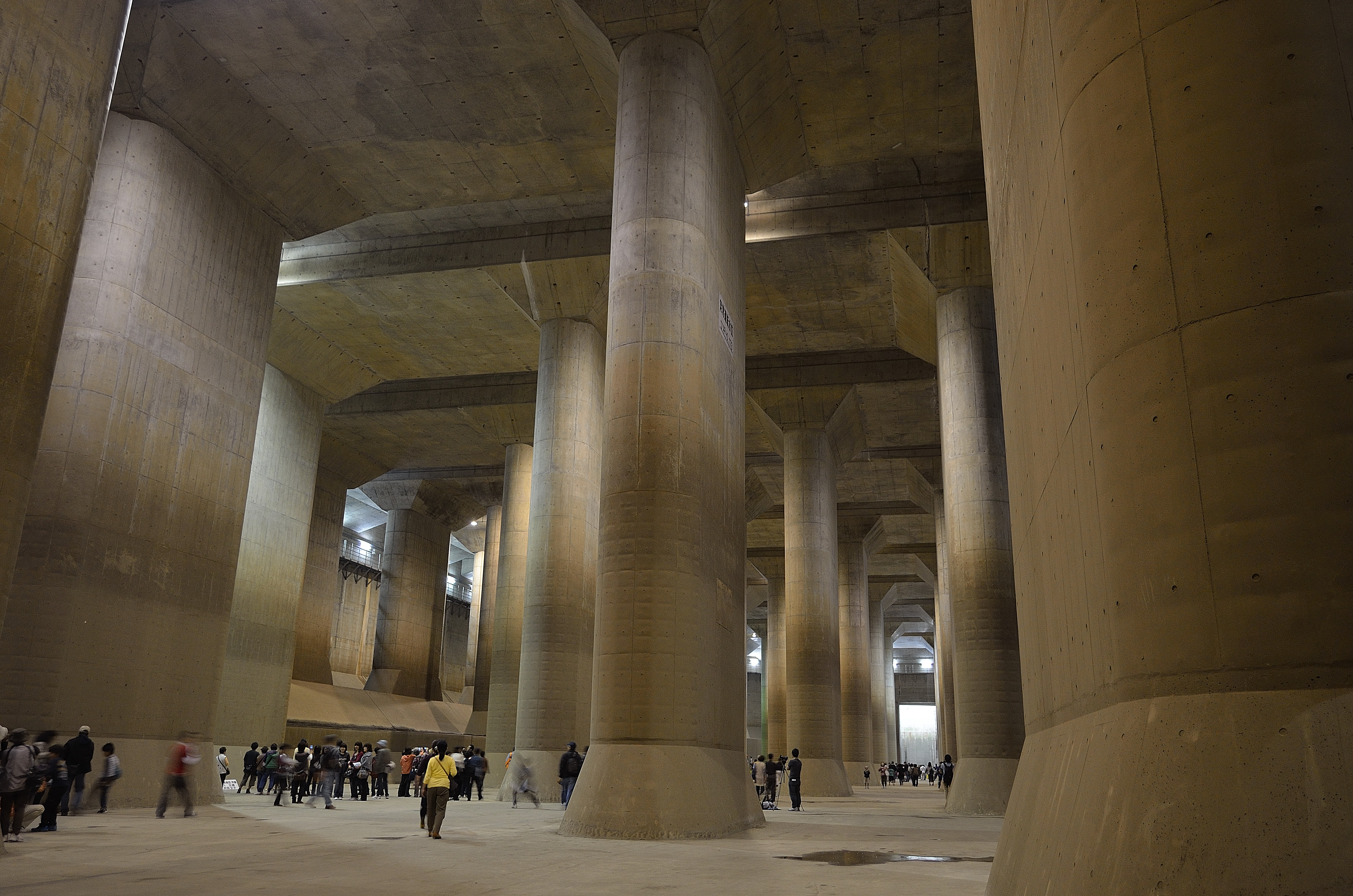
Serbatoio dell'acqua di controllo della pressione

G-Cans (nome ufficiale in giapponese: 首都圏外郭放水路?, shutoken gaikaku hōsuiro; nome ufficiale in inglese: Metropolitan Area Outer Underground Discharge Channel; lett. "canale di drenaggio sotterraneo esterno dell'area metropolitana") è un insieme di infrastrutture idriche sotterranee situate a Kasukabe, città giapponese della prefettura di Saitama. È la più grande struttura sotterranea di controllo delle inondazioni esistente al mondo ed è stata costruita per mitigare lo straripamento dei principali corsi d'acqua e fiumi della città durante le stagioni delle piogge e dei tifoni. Si trova tra Showa, a Tokyo, e Kasukabe, nella prefettura di Saitama, alla periferia della città, nella Grande Area di Tokyo.
I lavori sul progetto sono iniziati nel 1992 e sono stati completati all'inizio del 2006. Si compone di cinque silos di contenimento in calcestruzzo, con altezza di 65 m e diametro di 32 m, collegati da 6,4 km di gallerie, situati a 50 m sotto la superficie, un grande serbatoio d'acqua con un'altezza di 25,4 m, una lunghezza di 177 m e una larghezza di 78 m, e 59 enormi pilastri, collegato a 78 pompe da 10 megawatt che possono scaricare fino a 200 tonnellate di acqua al secondo nel fiume Edo.

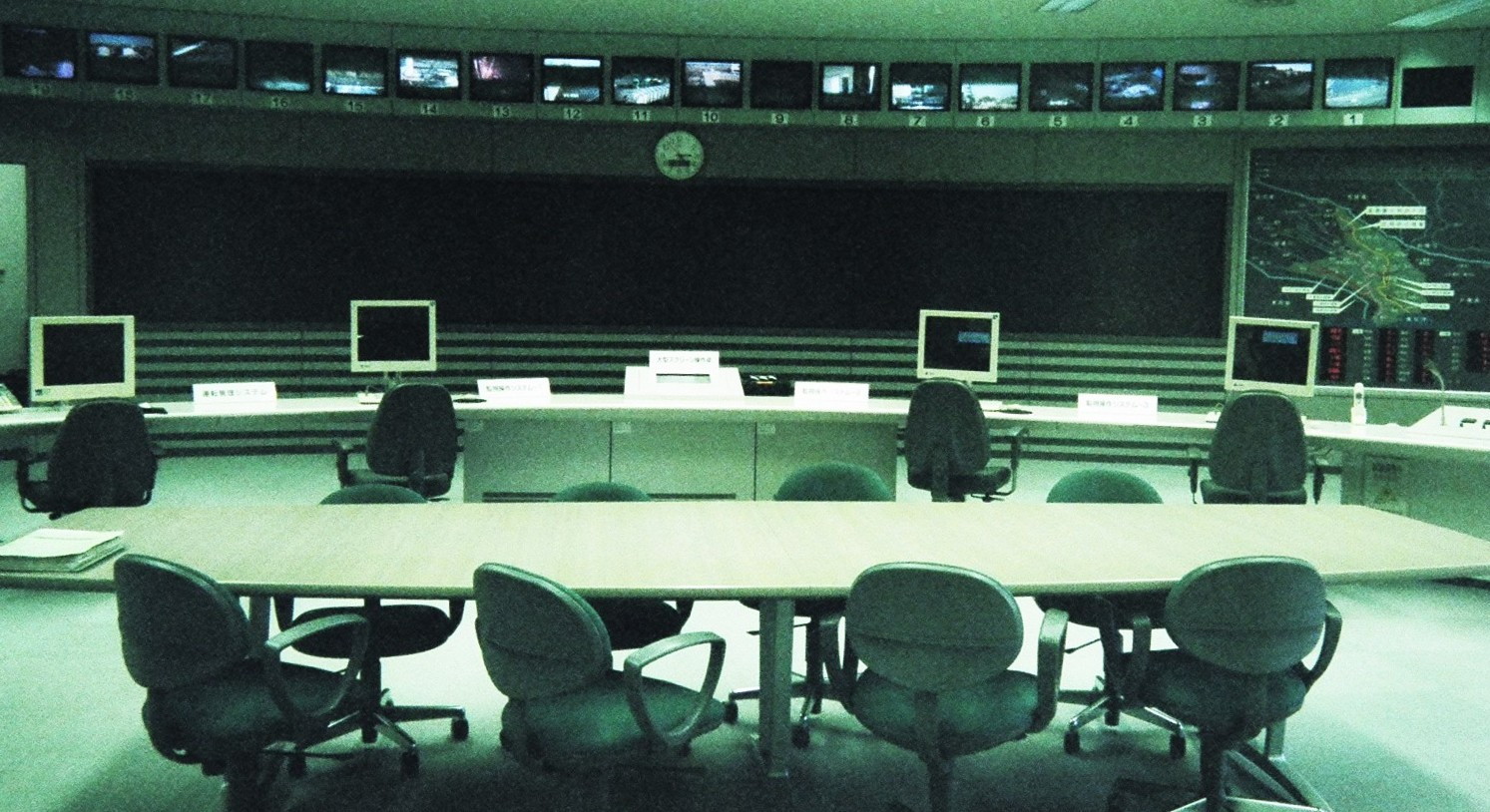
Sala di controllo centrale

Il sistema è anche un'attrazione turistica e può essere visitato per 3.000 yen, ma i tour sono condotti solo in giapponese.